# Strophios (Sohn des Krisos)
Strophios (altgriechisch Στρόφιος Stróphios, deutsch ‚der Gewandte‘), König von Phokis, ist eine Figur der griechischen Mythologie.
Strophios war der Sohn von Krisos und Antiphateia. Mit seiner Gemahlin Anaxibia, eine Schwester seines Freundes Agamemnon, hatte er die Kinder Pylades und Astydameia. An seinem Hof wuchs auch sein Neffe Orestes auf, der Sohn von Agamemnon und Klytaimnestra.
Vor Aulis hatte Agamemnon, so der Mythos, einst seine Tochter Iphigenie geopfert, um günstigen Fahrtwind nach Troja zu bekommen. Als er zehn Jahre später aus dem Trojanischen Krieg in seine Heimat zurückkehrte, wurde er von seiner Frau und ihrem Geliebten Aigisthos getötet. Um den jungen Orestes zu schützen, wurde das Kind – je nach Version von Klytaimnestra selbst oder von einer Amme auf Betreiben seiner Schwester Elektra – nach Phokis gebracht, wo er in Freundschaft mit Strophios’ Sohn Pylades heranwuchs.
Pylades heiratete später seine Cousine Elektra und nannte einen ihrer Söhne ebenfalls Strophios.